# Valea Seacă (okręg Jassy)
Valea Seacă – wieś w Rumunii, w okręgu Jassy, w gminie Valea Seacă. W 2011 roku liczyła 1765 mieszkańców.